# Delfter Donnerschlag

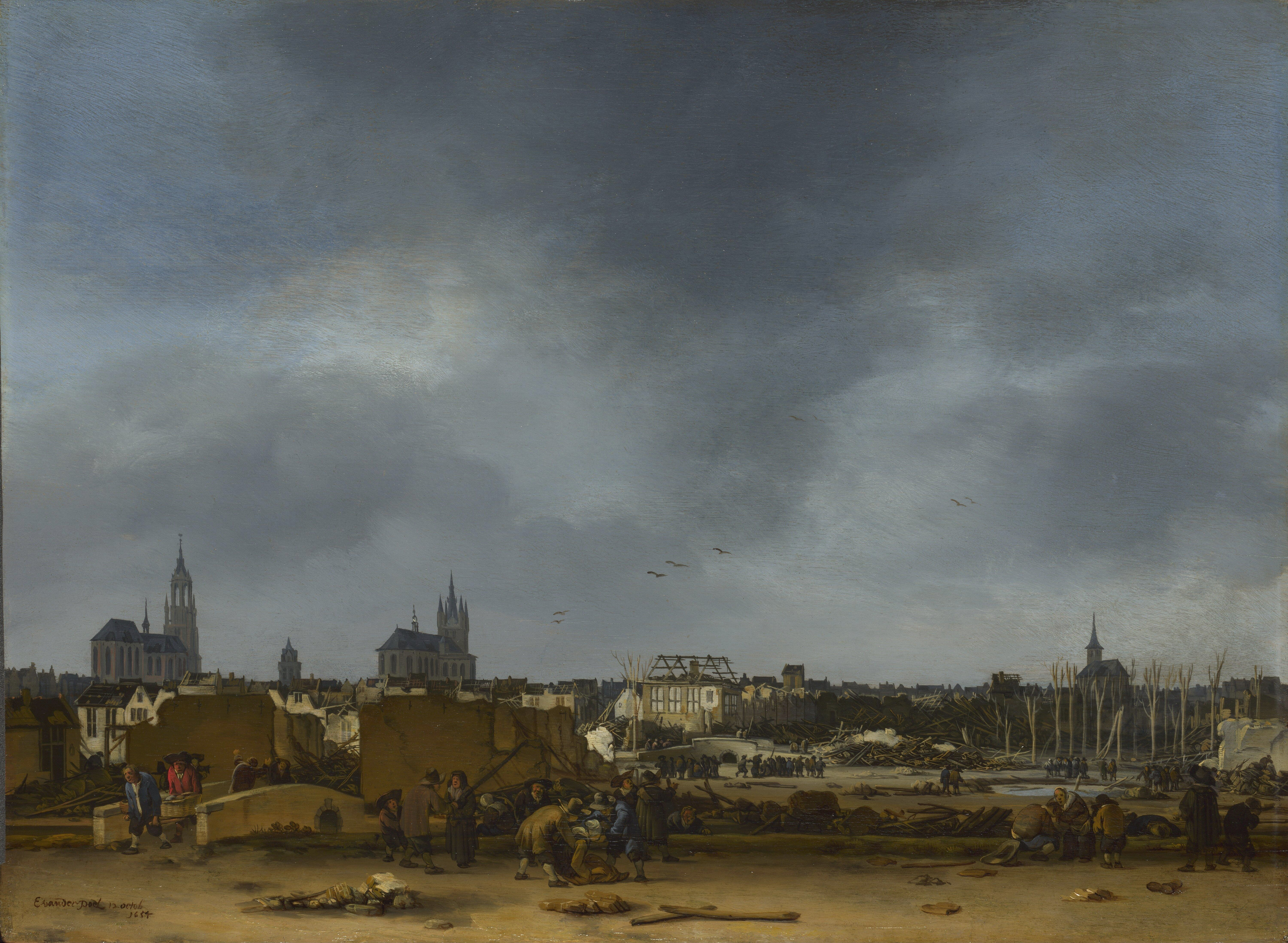
Ansicht von Delft nach der Explosion von 1654; Gemälde von Egbert van der Poel

Als Delfter Donnerschlag (niederländisch Delftse donderslag) wird die Explosion eines Pulverturms am 12. Oktober 1654 in der niederländischen Stadt Delft bezeichnet. Es war die bis dahin schwerste Explosion in den Vereinigten Niederlanden. Es wird berichtet, dass ihr Knall noch auf der 150 Kilometer entfernten Insel Texel zu hören war.
Um etwa 10:15 Uhr explodierte an diesem Tag im Nordosten der Delfter Innenstadt ein Lager mit Schwarzpulver. Historiker gehen davon aus, dass hunderte Menschen umkamen. Die Opferzahl konnte nie exakt beziffert werden. Praktisch jedes Gebäude der Innenstadt wies Beschädigungen auf, der Bereich östlich von Verwersdijk wurde vollständig dem Erdboden gleichgemacht.

## Einlagerung von Munition

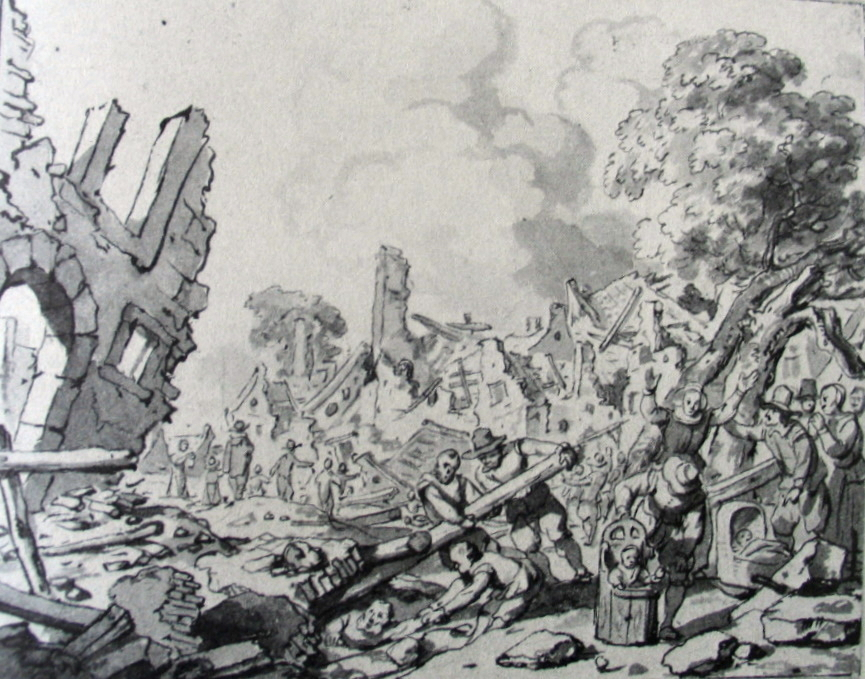
Nach der Katastrophe, Zeichnung von Gerbrand van den Eeckhout

Das Pulvermagazin (Kruithuis), von dem die Katastrophe ihren Ausgang nahm, war seit 1637 im Bereich des ehemaligen Klarissen-Klosters am Ende des Geerweg errichtet worden. Den Wenigen, die über das Bestehen des – hauptsächlich unterirdisch gelegenen – Lagers der holländischen Provinzen unterrichtet wurden, war es als Secreet van Holland („Geheimnis der Niederlande“) geläufig. Über 40 Tonnen Schwarzpulver wurden in Fässern in diesem Magazin im früheren Kloster im Stadtviertel Doelenkwartier eingelagert. Die Stadt Delft gibt die Menge mit 80.000 Pfund Schwarzpulver an.
Über die Ursache der Katastrophe ist amtlicherseits soviel bekannt, dass der Arsenalverwalter Cornelis Soetens die Pulvermühle betrat, um Stichproben des Schwarzpulvers in Augenschein zu nehmen. Während der Überprüfung, so wird berichtet, sprangen Funken seiner entzündeten Laterne auf die Pulvervorräte über, woraufhin schwere Verpuffungen entstanden.
In den Jahren nach Errichtung des Secreets hatten nahegelegene Webereien Platz für Wohnungsausbauten geschaffen, vornehmlich in der Doelenstraat. Unter den Anwohnern der Straße waren folglich die meisten Todesfälle zu verzeichnen, unter denen sich auch der Maler Carel Fabritius befand, der dort ein Atelier unterhielt.

## Unmittelbare Folgen

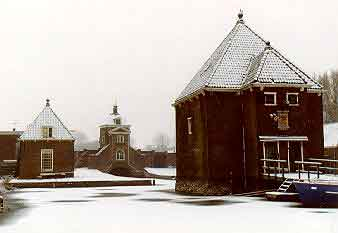
Das neue Pulverhaus (Kruithuis) von 1660 an der Schie

Die Explosion des Munitionslagers richtete schwere Zerstörungen in der Stadt an. Hunderte, möglicherweise 1.200 Personen wurden getötet und Tausende verletzt. Ein Viertel des Ortes wurde zerstört.
Beim „Delfter Donnerschlag“ wurden mindestens 500 Häuser irreparabel beschädigt, davon 200 dem Erdboden gleichgemacht. Die an das Klosterterrain angrenzende Übungsfläche der Stadtwache, genannt Schuttersdoelen, wurde völlig verwüstet. Auch weiter entfernt gelegene Gebäude wiesen schwere Beschädigungen auf; alle Glasmalereifenster der Oude Kerk und der Nieuwe Kerk – die beim Bildersturm verschont geblieben waren – gingen verloren. Ein Schulgebäude, in dem 22 Schüler unterrichtet wurden, war nicht mehr vorhanden.
Im Zeitalter tiefster Frömmigkeit glaubten einige angesichts der Rauchwolken, dass sich die Tore der Hölle geöffnet hätten und ihnen der Zorn Gottes signalisiert worden sei. Zunächst war eine große Anstrengung nötig, den Schutt wegzuräumen und jene zu retten, die von den Trümmern eingeschlossen waren; wenige davon überlebten. Viele Bürger waren zum Zeitpunkt der Explosion außer Haus, um den Markt in Schiedam oder eine Messe in Den Haag zu besuchen.
Dank einer Kollekte, die in den Städten der Niederlande für die betroffene Delfter Bevölkerung veranstaltet wurde, konnte mit dem Wiederaufbau des Gebietes schnell begonnen werden. Das Gesamtprojekt beanspruchte einige Jahre. Auf dem größten Teil des Areals wurden Wohnungen errichtet. Der Platz, auf dem die Schützen das Zielschießen übten, wurde frei gehalten und heißt seitdem bis heute „Pferdemarkt“ (Paardenmarkt). Der neue Schießplatz wurde an jener Stelle errichtet, die heutzutage Doelenplein genannt wird und am Ort des Klosters entstand ab 1671 ein Artillerie-Magazin. Das neue Pulvermagazin wurde außerhalb der Delfter Stadtmauern errichtet.

## Bildende Kunst
Der Delfter Donnerschlag hat im Verlauf der Jahrhunderte eine Reihe Künstler inspiriert. Viele Maler nahmen die Katastrophe zum Thema, und Joost van den Vondel schrieb eine Elegie unter dem Titel Op het Onweder van ‘s Lants Bussekruit te Delft.
Ein bleibendes Bild der Verwüstung hat der Maler Egbert van der Poel überliefert, dessen Kind bei der Explosion starb. Er malte mehr als 20 Bilder, die eine nahezu identische Szenerie darstellen: Eine Leiche liegt im Vordergrund, während andere vom Boden aufgelesen werden. Im Hintergrund liegt die Stadt in Ruinen.